# Eunidia varipes
Eunidia varipes är en skalbaggsart som beskrevs av Stefan von Breuning 1950. Eunidia varipes ingår i släktet Eunidia och familjen långhorningar. Inga underarter finns listade i Catalogue of Life.